# Pétrosphère

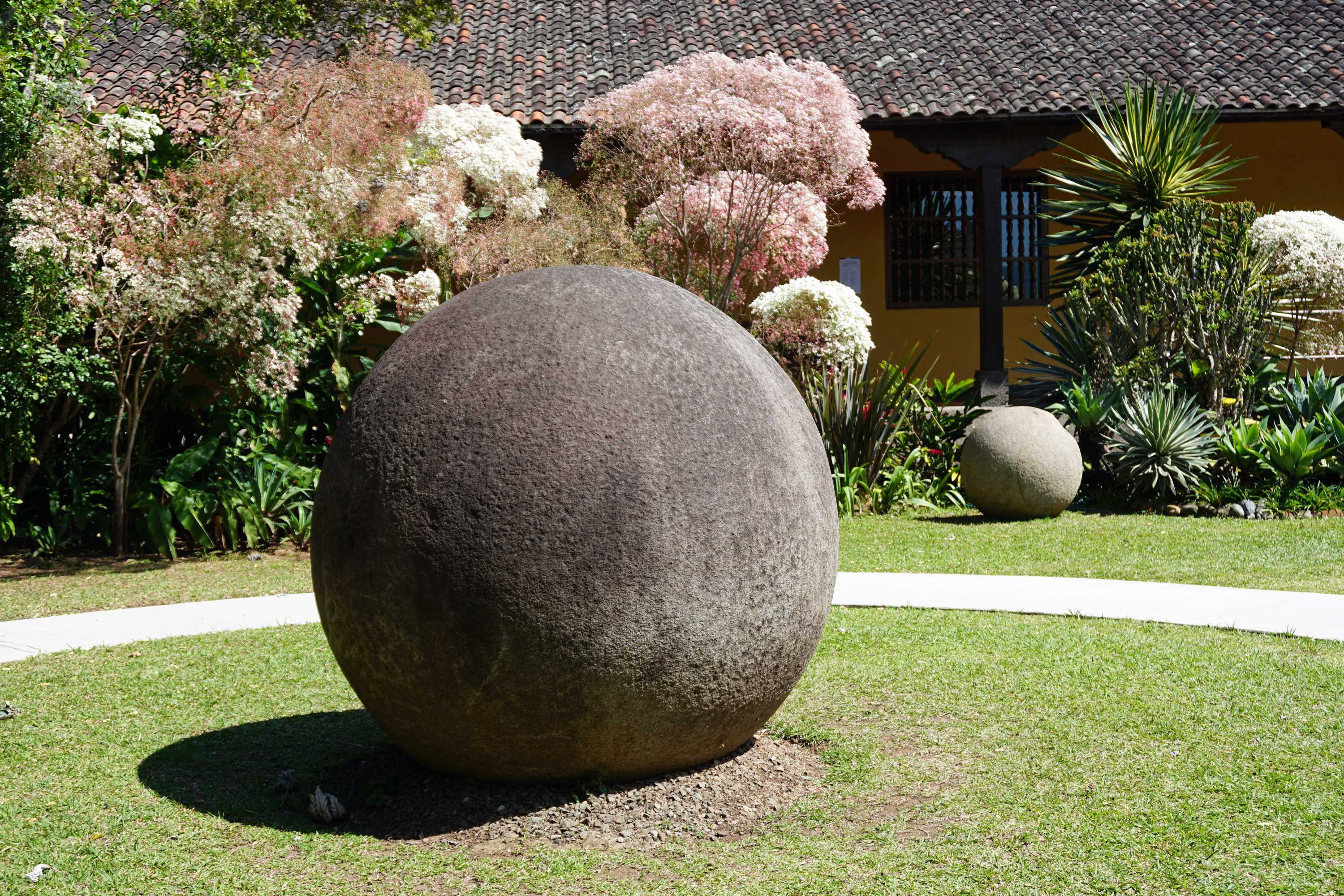
Sphère mégalithique située dans la cour du Musée national du Costa Rica, un exemple de pétrosphère.

Une pétrosphère est, en archéologie, un objet artificiel de forme sphérique et fabriqué en pierre.

## Exemples
Parmi les exemples de pétrosphères :
- sphères mégalithiques du Costa Rica ;
- galets peints d'Écosse ;
- boules en pierre gravées (Carved Stone Balls) d'Écosse, Cumbrie et Irlande provenant de plusieurs sites comme Traprain Law[1] faites en diorite, grès, calcaire etc.  ;
- boulets en pierre pour les canons et les trébuchets ;
- bolas en pierre ;
- sphères lapidaires ;
- Fontaine-boule (kugel ball), sculpture-fontaine moderne.

Certaines sphères de pierre se forment naturellement, comme les concrétions en forme de boulets de canon ou les mégasphérulites et peuvent être confondues avec des pétrosphères. On en trouve par exemple le long de la rivière Cannonball
 au Dakota du Nord, ou près de Moeraki en Nouvelle-Zélande.

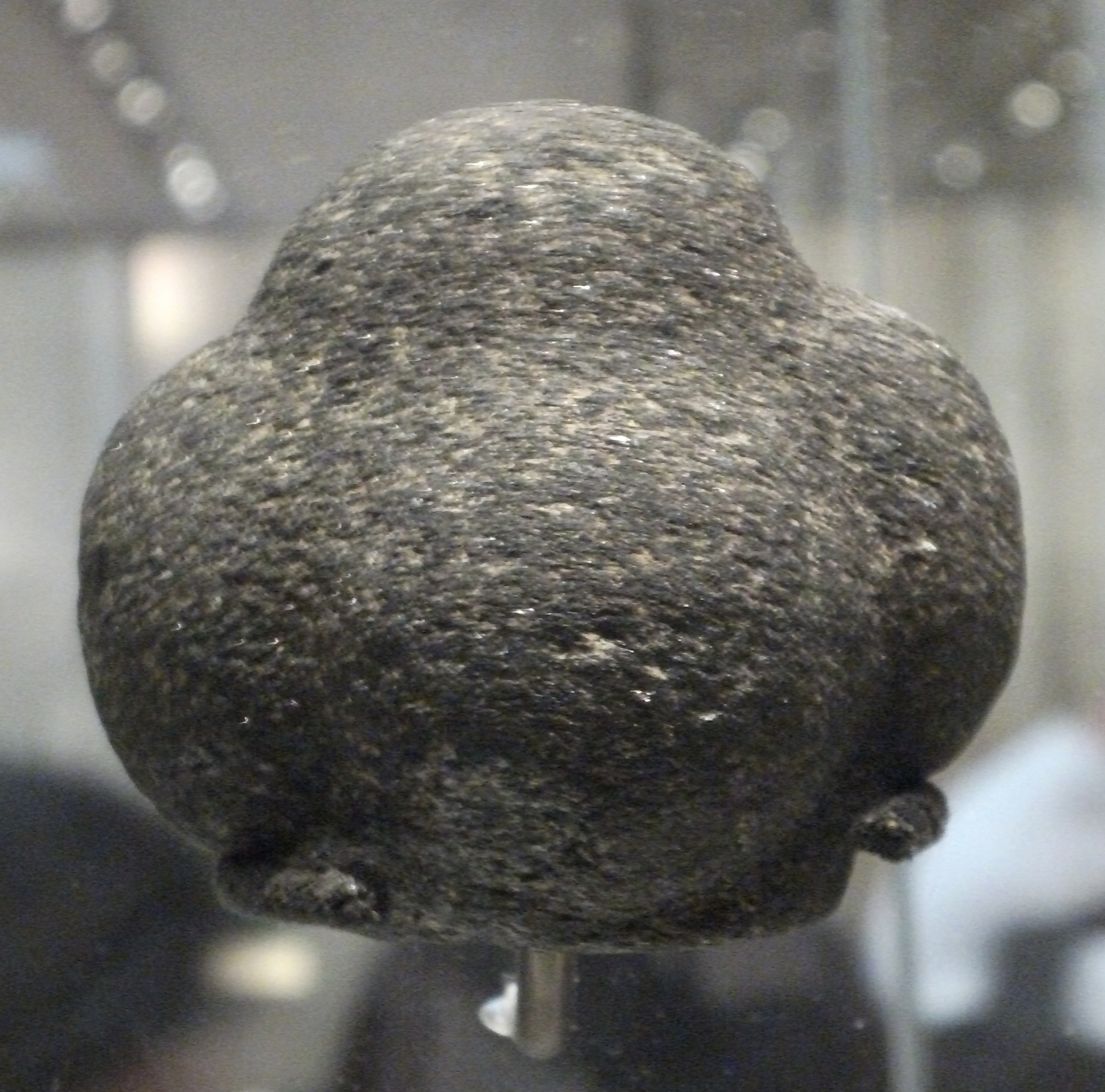
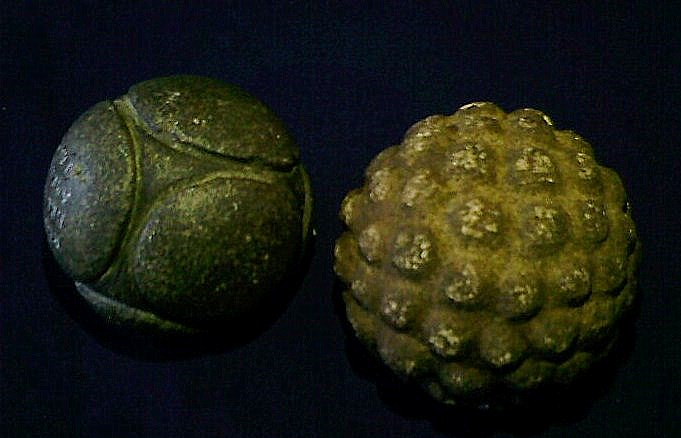
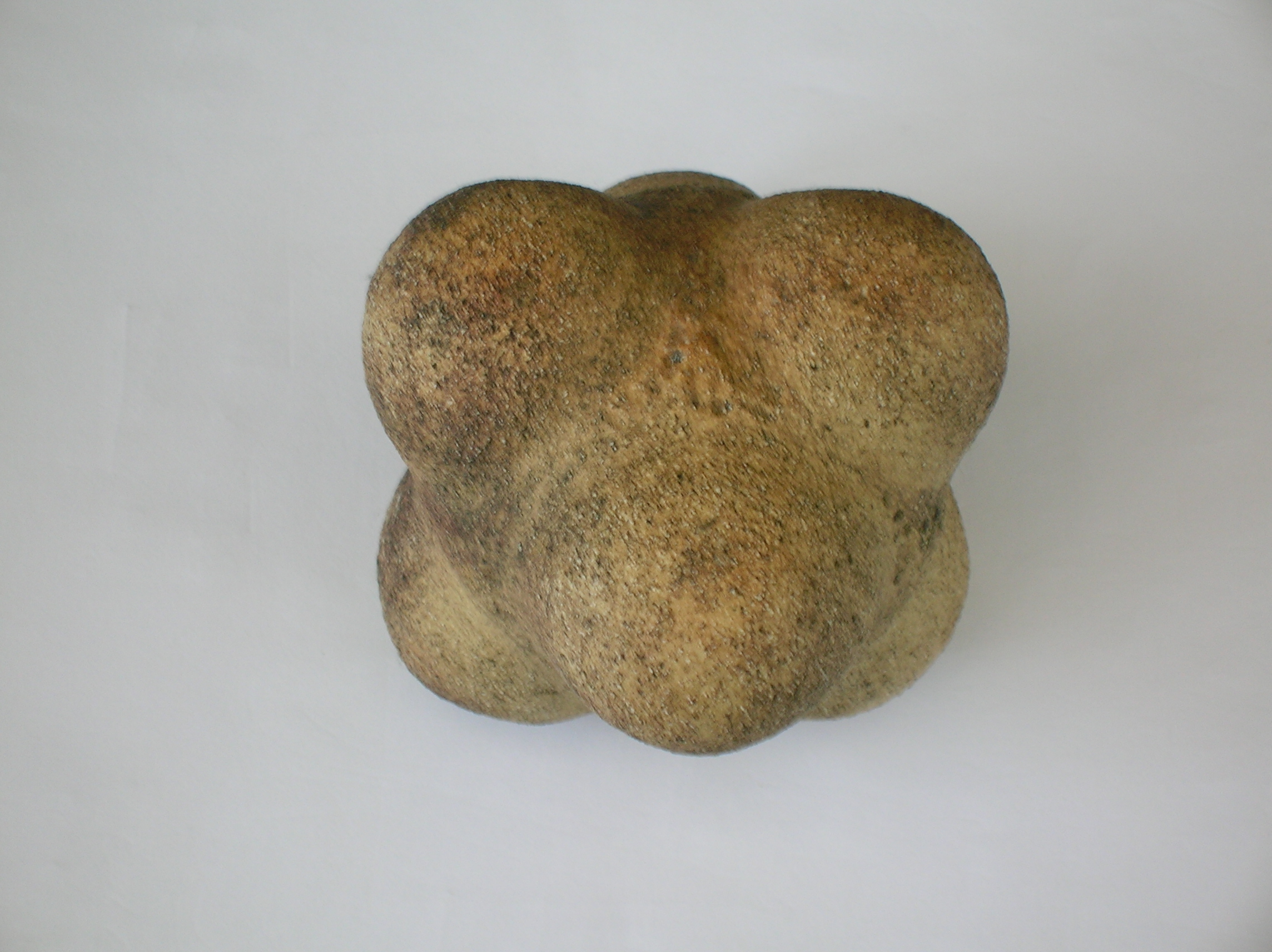
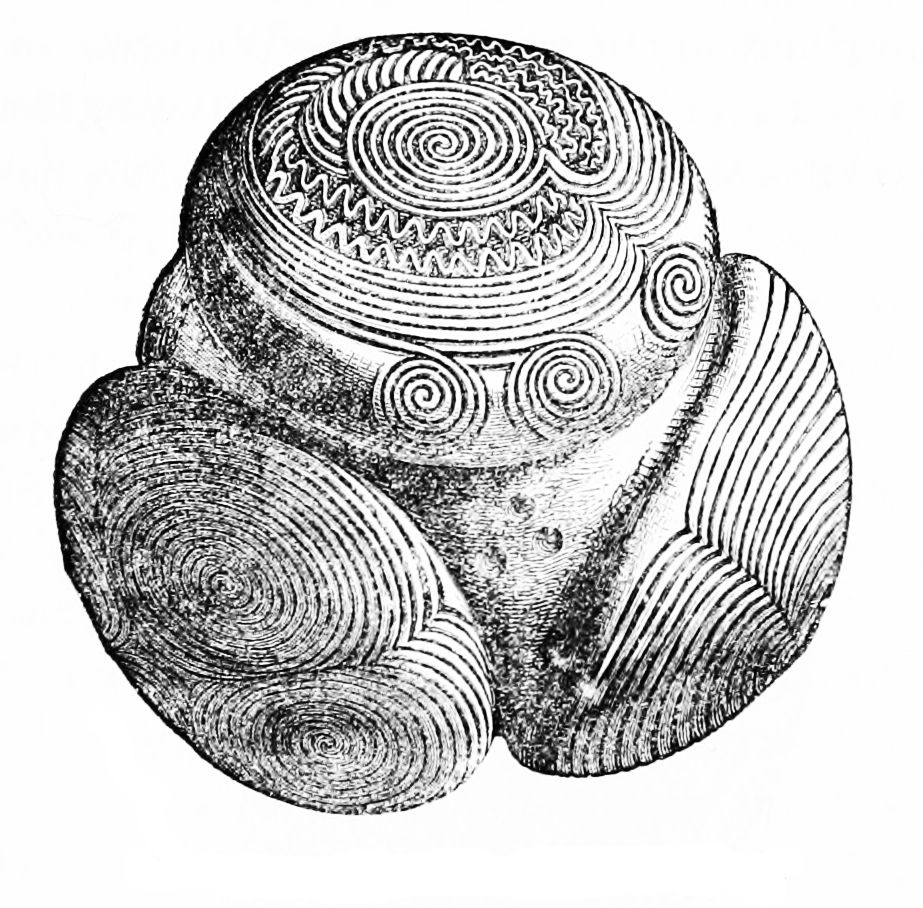
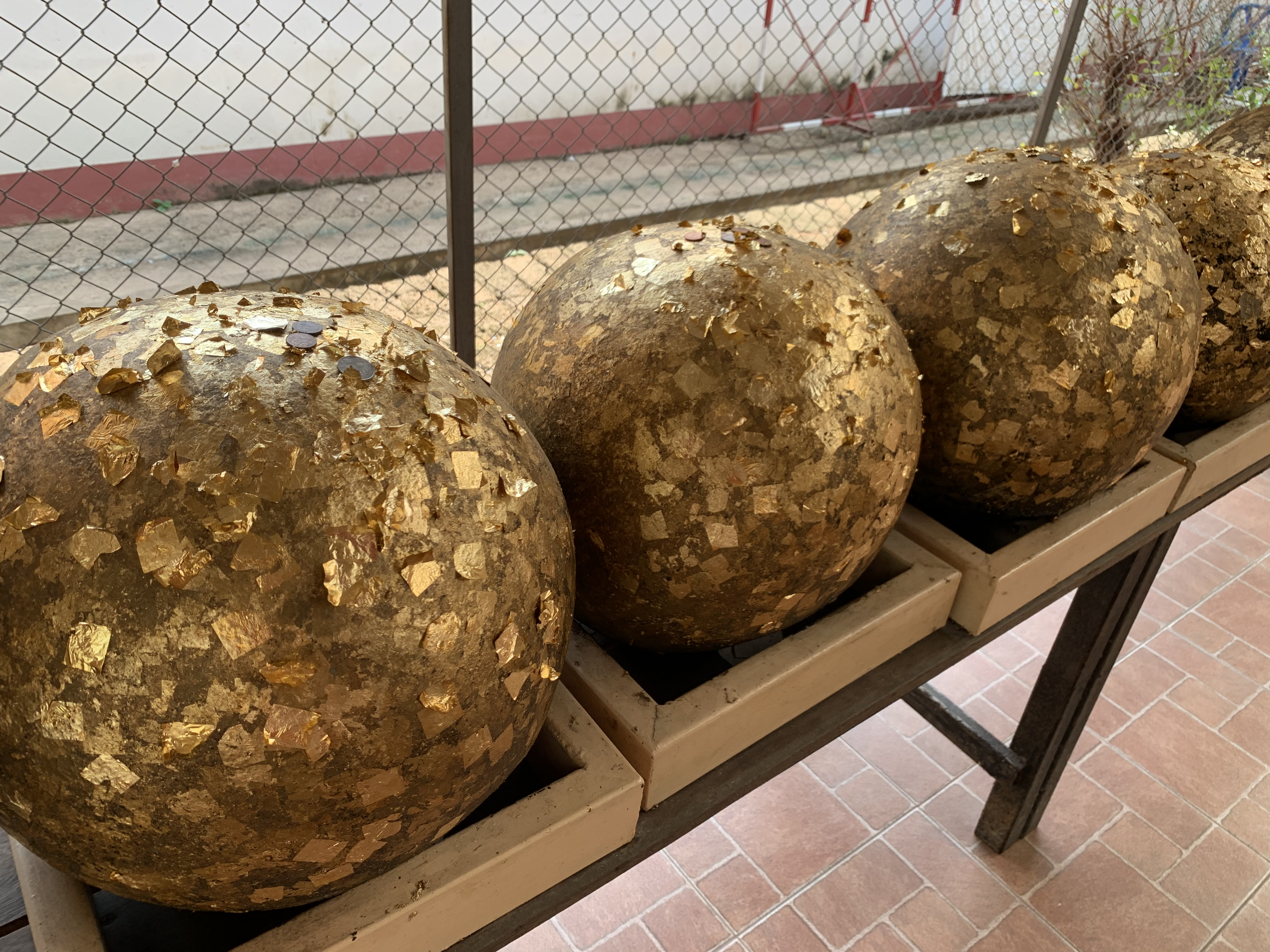